# Histoire d'Aix-les-Bains

Blason d'Aix-les-Bains.

L'histoire d'Aix-les-Bains est directement liée au lac du Bourget et surtout à ses sources chaudes qui en firent une station thermale des plus réputées au monde. L'analyse historique de la ville d'Aix-les-Bains doit être rapprochée de l'Histoire de la Savoie, si l'on veut mieux comprendre son évolution et ses influences culturelles.

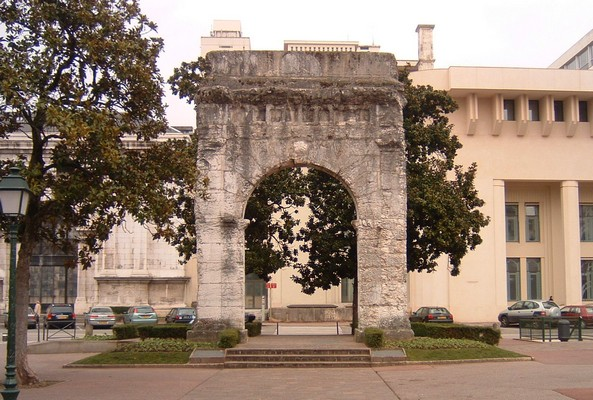
Arc romain de Campanus.

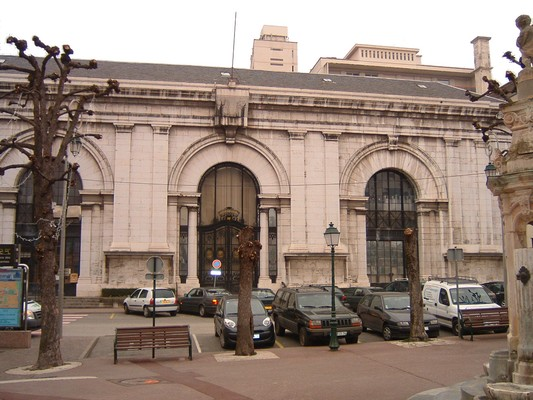
Les Thermes romains.

## Histoire chronologique

### Les origines
Au Néolithique (entre -5000 et - 2500), des communautés sédentaires s'installent sur les berges du lac du Bourget. Des vestiges archéologiques ont été découverts lors de fouilles sub-aquatiques, montrant la présence de "cités lacustres" dont au moins deux sont à proximité des rives aixoises du grand port et de la baie de Mémars. Les vestiges de ces cités ont été inscrits au patrimoine mondial de l'Unesco en 2011.
Des traces d'occupation celtes ont été retrouvées autour des sources thermales en centre-ville, ainsi qu'une dédicace au dieu des sources Borvo.

### Aquae: Aix la romaine

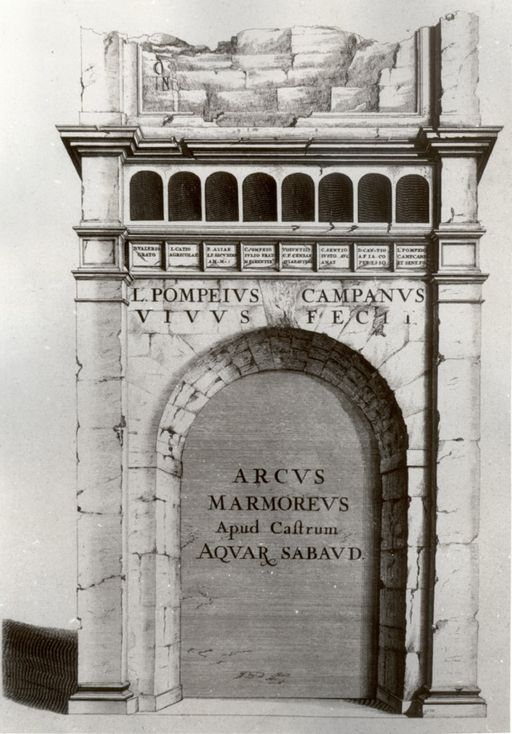
L'Arc de Campanus, Borgonio, 1674.

L'Empire romain à son apogée.

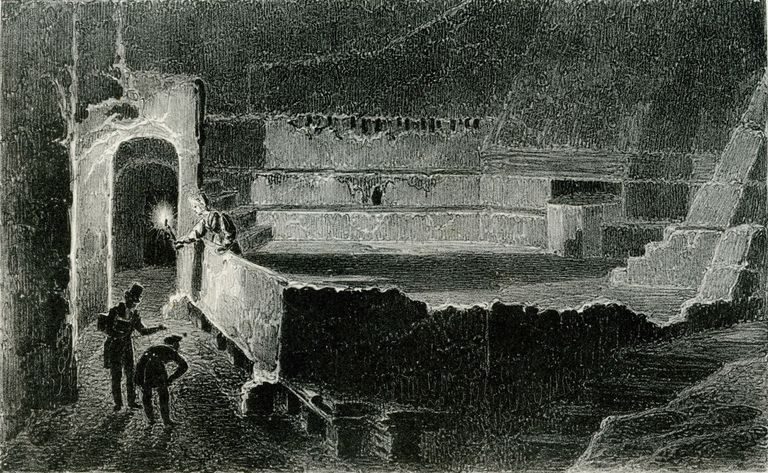
Découverte des thermes romains sous la pension Perrier, début XIXe siècle.

Les historiens s’accordent à dire qu’Aix est née de ses sources d’eau à l’époque romaine, sur les restes d’un habitat celtique. Les premières occupations du site ont été datées par Alain Canal du Ier siècle avant notre ère, cependant rien ne permet d’attribuer ces vestiges à un habitat fixe. Il ne nous reste que les ruines d’établissements publics et l’on serait bien en peine d’établir une esquisse de "l’Aquae" antique. La situation administrative du lieu est connue par l’épigraphie, qui nous apprend qu’Aix était au Ier siècle de notre ère un « vicus », doté d’un conseil de « decemlecti » (conseil municipal de dix membres), faisant administrativement partie de la cité de Vienne. Quelques citoyens vivaient là avec, semble-t-il, des moyens assez importants pour offrir aux dieux un bois sacré, une vigne ou se faire construire un arc funéraire pour le cas de la famille des Campanii.
Les archéologues nous ont fait découvrir au cours de leurs fouilles, un important complexe thermal, à proximité immédiate des sources. Sur une terrasse inférieure, à l’ouest, se trouvait l’arc funéraire de Campanus, probablement construit au Ier siècle et, plus en aval, une seconde terrasse portait le temple dit de « Diane », qui avait remplacé au IIe siècle un édifice circulaire plus ancien, probablement contemporain de l’Arc. Des vestiges de nécropoles ont été dégagés au nord du temple. Le Parc des Thermes, différents autres lieux éparpillés en ville, renferment de nombreux vestiges très divers : restes de nécropoles, poteries... Mais aucune pièce maîtresse qui aurait conduit à des fouilles archéologiques approfondies. À défaut, rien ne nous permet de connaître le vicus gallo romain d’Aquae, ni dans son étendue, ni dans la disposition de son habitat. Où les «romains» habitaient-ils ? Où se situaient leurs exploitations agricoles, les villages de leur personnel ; quelles étaient les activités du vicus... ? Le mystère est encore complet. Les seuls indices sont issus de la carte archéologique des vestiges dressée par les services archéologiques de la Drac, et l'archéologue Alain Canal de conclure, « Paradoxalement, si Aix a livré de nombreux documents illustrant l’ancienneté du site et la qualité de l’urbanisme monumental dès le début de l’Empire, nous n’avons aucune connaissance précise sur l’ordonnance de cette bourgade ».
En guise de synthèse, l'histoire de la période peut se résumer à l’occupation du site du centre-ville depuis le Ier siècle avant notre ère, puis par un aménagement progressif de la zone entre le Ier et le IIe siècle. L’occupation semble s’être faite à partir de l’édification progressive du complexe thermal, autour duquel rayonnaient des édifices monumentaux présentés sur un système de terrasses, qui ont évolué plusieurs fois au cours de la période romaine. Si les sources chaudes furent à l’origine de l’emplacement choisi d’autres facteurs, comme la qualité du site, ont peut-être été déterminant.

### Du Moyen Âge à la Renaissance

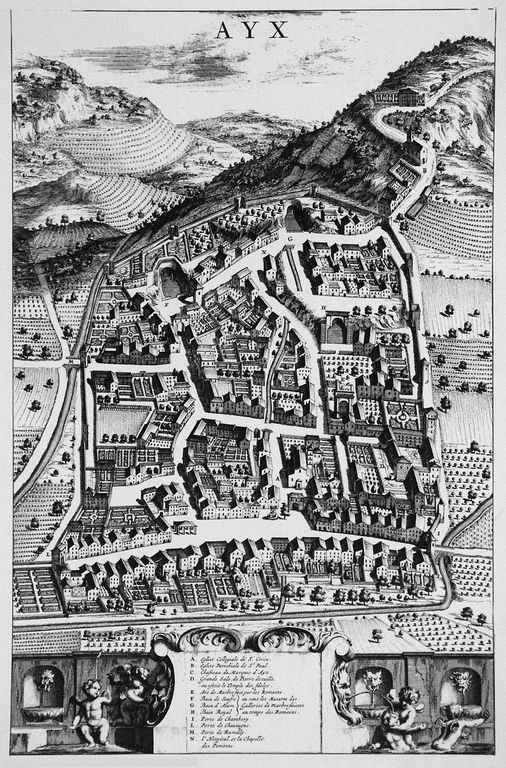
Aix en 1674, d'après Borgonio, Theatrum Sabaudiæ.

La connaissance de l’histoire d’Aix déjà bien pauvre à l'époque romaine, s’obscurcit encore par suite du manque de sources concernant la fin de l’Empire romain et le haut Moyen Âge. Nous en sommes réduits à des conjectures en étudiant les destructions dues aux invasions barbares qui ont laissé des traces d’incendies sur les villas gallo-romaines des environs (Arbin…).
Toujours est-il que les Thermes romains d’Aix tombent en ruine à partir du Ve siècle et que la trace des aménagements urbains se perd.
Aix n'est de nouveau mentionné dans les sources qu’au IXe siècle, en 867, puis en 1011 au travers de chartes. Dans la seconde, le roi de Bourgogne Rodolphe III fait don de la villa d’Aix, qualifiée de siège royal, avec ses colons et ses esclaves à sa femme Ermengarde qui, à son tour, les transmet à l’Évêché de Grenoble. Cette charte nous apprend qu’Aix est une bourgade, possédant une église et des domaines agricoles. Le Grand Saint Hugues, évêque de Grenoble, en fit ensuite don au monastère Saint-Martin de Miséréré, au début du XIIe siècle. Celui-ci érigea l’église en prieuré cure, sous le vocable de Sainte Marie. Le cartulaire de Saint Hugues révèle, à la fin du XIIe siècle, l’existence de deux autres paroisses, celle de Saint Simond avec son église et celle de Saint Hippolyte (actuel faubourg de Mouxy) portant aussi un petit prieuré. La géographie urbaine commence à s’éclaircir : Il faut imaginer la petite bourgade, enserrée dans ses remparts, dont personne ne sait quand ils ont été construits. Le point central de la cité est le prieuré, à proximité de l’ancien temple romain. Ce centre pourrait être aussi le centre administratif puisqu’au moins depuis le XIIIe siècle, Aix est une seigneurie inféodée à la famille de Seyssel, qui y possède un château qui, même si nous ne savons pas le situer avec certitude était probablement à l’emplacement du château actuel. Deux hameaux sont attestés, Saint Hyppolyte, à proximité immédiate de la ville mais hors les remparts, avec comme centre un petit prieuré et à son côté, actuellement sous la villa Chevalley, une maison forte dépendant de la famille de Savoie que les dernières études date du XIIIe siècle. Un second village d’importance apparaît, Saint-Simond (Saint-Sigismond) doté lui aussi d’une église et d’un cimetière, érigée en paroisse, membre dépendant de Saint Hyppolyte.
Les textes laissent supposer l’existence des autres villages dont on n'a la trace certifiée qu’à partir de 1561, lors du dénombrement général de la population pour la gabelle du sel À cette époque, sur les 1095 habitants d’Aix, 46 % logent dans le bourg ; Saint-Simond compte 125 habitants, Puer 91, Choudy 87, Lafin 86, et le reste des hameaux, soit une dizaine, se partagent le reste. (Marlioz ayant échappé à nos sources).. Cette géographie de l’habitat semble figée jusqu’à la fin du XIXe siècle. L'abbaye voisine de Hautecombe possédait à Aix un assez grand domaine sur le haut de Saint-Simond.
Au début du XVIe siècle, l'antique église Sainte-Marie fut victime d'un incendie dévastateur. Pour la reconstruire les aixois firent appel à Claude de Seyssel, un membre de la famille seigneuriale de la ville, qui s'était élevé à la dignité épiscopale. Il était en effet évêque d'Albi, et surtout conseiller particulier du roi de France Louis XII. Il est aussi l'auteur d'un certain nombre de traités de droit. Grâce à son appui les De Seyssel purent faire édifier une église collégiale, dotée d'un chapitre de douze chanoines, commandé par un doyen, dont la nomination revenait au comte. Une église fut édifiée sur la place, voisine du cimetière, qui comportait un chœur de style gothique flamboyant. Si le chœur appartenait à la collégiale, la nef elle, appartenait aux paroissiens et présentait un aspect plus sommaire. D'ailleurs la voûte mal construite s'écroula en 1644. Parmi les chapelles latérales, l'une était réservée aux De Seyssel d'Aix qui y enterraient leurs morts. La collégiale, devenu entièrement paroissiale après la Révolution, fut démolie en 1909, après la construction de la nouvelle église. Cette église était connue pour abriter une relique de la vraie croix, que l'on venait vénérer d'assez loin. C'est aussi à la fin du Moyen Âge que le château seigneurial d'Aix fut reconstruit. Le plafond de la grande salle du rez-de-chaussée est daté de 1400. Quant au magnifique escalier d'honneur, il fut construit vers 1590.

### LeXVIIIesiècle, les thermes Victor Amédée III, la Révolution
Le 9 avril 1739, un gigantesque incendie se déclare au centre-ville et détruit 80 maisons, soit près de la moitié de la ville. Pour la reconstruction on fait appel aux subsides du roi, qui imposa un plan d’alignement dont la réalisation fut confiée à l’ingénieur Garella. Ce plan allait plus loin qu’un simple plan de reconstruction puisqu’il prévoyait un véritable alignement des rues, et imposait certaines règles d’urbanisme : comme la construction de maisons de deux étages et d’un rez-de-chaussée ; il interdisait également les toits en chaume. Toutefois il était très limité dans son périmètre puisqu’il ne concernait que le quartier incendié, soit la rue principale (rue Albert Ier), la place centrale (Place Carnot) et la rue des Bains. Ce plan fut appliqué jusqu’en 1808 mais de manière sporadique car, comme la collectivité n’avait pas d’argent pour acheter les maisons à démolir en alignement, on se contentait d’interdire aux propriétaires de faire des travaux de rénovations jusqu’à ce qu’il leur soit nécessaire de reconstruire complètement leurs bâtiments qui tombaient en ruine. Au début du XVIIe siècle, les Aixois et le monde médical avaient commencé à être sensibilisés à la valeur des sources d’eau chaude d’Aix, grâce aux célèbres écrits du médecin dauphinois Jean Baptiste Cabias, qui fut suivi en ce domaine par d’autres médecins de renommée. En effet, depuis l’antiquité l’exploitation des sources d’eau chaude n’avait jamais totalement oubliée. On se baignait à Aix au Moyen Âge et jusqu’à la fin du XVIIIe siècle, soit dans la seule piscine romaine existant encore, à l’air libre, soit chez l’habitant où l’on se faisait apporter l’eau thermale par porteur. Le roi de France Henri IV passe pour avoir fortement apprécié son bain aixois, selon Jean Baptiste Cabias. En 1737, afin de protéger les eaux thermales des infiltrations d’eau du ruisseau qui traversait la ville, un important chantier fut programmé par l’Intendance Générale. Cela modifia la distribution urbaine du centre-ville, puisqu’il fallut creuser un nouveau lit au ruisseau des Moulins, à l’extérieur des remparts. Il fallut aussi reconstruire les quatre moulins du marquis d’Aix, jusque-là en centre-ville, le long du nouveau canal (actuellement montée des Moulins).
C’est au duc de Chablais, fils du roi Victor Amédée III, qu’Aix doit sa renaissance, car c’est lui qui après avoir goûté au bienfait des sources et s’y être trouvé mal logé, suggéra au roi, la construction d’un établissement thermal. Par billet royal du 11 juin 1776 le roi Victor Amédée III chargea le comte de Robiland de dresser les plans d’un établissement de bains. Celui-ci fut construit de 1779 à 1783 sous la direction de l’ingénieur Capellini. Cette date marque aussi le début de la démolition de l’ancien centre-ville, car à la suite de cette construction imposante, on commença à dégager les alentours des maisons pour créer une place.
Ce premier établissement thermal devint un facteur important de développement. Pendant toute cette période et jusqu’à la Révolution, la ville accueillie un nombre à peu près stable d’environ 600 curistes l’an, dont une majorité de Français. Consécutivement la population augmenta pour atteindre 1700 habitants en 1793. En 1783, pour agrémenter la vie des curistes, le Conseil de la Commune fait édifier une promenade publique paysagée : le Gigot, actuellement Square A-Boucher. Elle était alors bordée de marronniers et avait été dessinée par l’architecte Louis Lampro. Mis à part les jardins privés, c’est là la naissance du premier acte d’urbanisme concernant les espaces verts, qui donna un coup de pouce au développement de la ville de ce côté des remparts, le long de la route de Genève.
En 1792, les troupes révolutionnaires françaises, sous le commandement de Montesquiou, entrent en Savoie. Le thermalisme marque alors le pas. Les Thermes sont réquisitionnés par les armées de la République, qui y envoie les soldats blessés en convalescence. Mais c’est par ailleurs une occasion de faire connaître Aix au plus grand nombre. Aix devient alors Aix-les-Bains. La Révolution aboutie abolit les privilèges de la noblesse locale, et permet surtout à la ville de ne pas payer au seigneur marquis d’Aix l'importante somme d’argent qu’elle lui devait à la suite du rachat des droits seigneuriaux (la ville n’avait pas de charte de franchise). En outre la liberté du commerce instaurée donne un nouveau souffle à la création d’une économie axée sur l’exploitation des sources thermales, dès la paix retrouvée. On assiste alors au développement de pensions, d’hôtels, de cabarets, …En revanche la Révolution laisse ses marques sur les biens d’église : abandon de la collégiale, destruction du clocher et du mobilier d’église… C’est au bord du lac qu’il faut se déplacer pour trouver la nouveauté. Le petit môle portuaire de Puer, construit sous l’ancien régime (1720) devient un véritable port. D’abord fréquenté par les bateaux ravitaillant les troupes de l’Armée des Alpes, doté d’un magasin militaire, il est progressivement aménagé pour l’exportation de marchandises et notamment de la verroterie issue des ateliers installés au bord du lac. Désormais on l’appelle le Port de Puer. Le développement de ce quartier impliqua la mise en état de « l’avenue du Lac » et toute cette activité attira les premières constructions en alignement le long de cette voie fréquentée, hors du centre et des villages existants. Il semblerait que la période révolutionnaire ait eu aussi une influence importante sur le développement des villages, simplement par l’émiettement de l’ancienne propriété nobiliaire et la disparition du patrimoine des églises en ces lieux, mais en ce domaine les recherches historiques sur l’évolution du foncier restent à faire. On voit émerger à la périphérie des villages quelques activités pré-industrielles inexistantes auparavant : création de moulins, de scieries, forges hydrauliques…

### La Révolution française

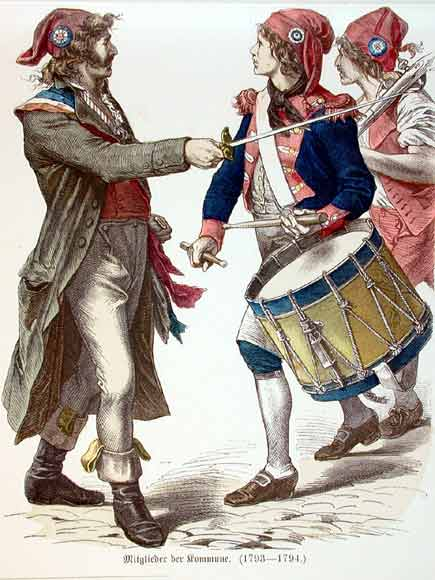
Des Sans-culottes.

Les idées germes de la Révolution étaient connues et répandues, parmi les bourgeois et une part de la classe artisane, voir ouvrière d'Aix-les-Bains, grâce aux nombreux Savoyards qui vivaient et travaillaient à Paris, sans oublier les écrits des Genevois Voltaire et Jean-Jacques Rousseau. Dans la nuit du 21 au 22 septembre 1792, les troupes françaises du général Moutesquiou  passent les frontières pour envahir par surprise le duché de Savoie, obligeant l'armée savoyarde, le roi et de nombreux fonctionnaires et membres du clergé à se réfugier au Piémont. Fin octobre, l'Assemblée des Allobroges, réunie dans la cathédrale de Chambéry déclare la fin du despotisme, la suppression des corvées et de la gabelle, la fin de la milice et la création du département du Mont-Blanc en réunissant les six provinces de la Savoie. Les Aixois deviennent français pour 23 ans. L'accueil fait aux troupes françaises a été de prime abord plutôt enthousiaste, car le duc de Savoie avait pris la fuite et les habitants avaient le réel sentiment d'être libérés. Cependant la mobilisation en masse des hommes, la fuite des édiles de la noblesse et du clergé, réfugiés au Piémont, et la politique anti-religieuse des représentants de la Révolution, finirent par exaspérer et amener les Savoyards à se révolter. Aix-les-Bains sera une ville française jusqu'à la chute de l’Empire napoléonien qui permettra à la maison de Savoie de pouvoir recouvrer leurs terres. Anne-Marie Claudine Bédat, baronne Brunet de Saint-Jean-d'Arves par mariage avec Noël Brunet, a été la propriétaire du château d'Aix-les-Bains, actuellement l'hôtel de ville, qu'elle revendit en 1821 au marquis de Seyssel.

### Le Second Empire
Aix-les-Bains devient définitivement française le 22 avril 1860, année de la signature du Traité de Turin et date du vote des Aixois avec 1 090 voix pour et 13 voix contre le rattachement de la Savoie à la France. Le rattachement fut symboliquement fêté par une visite officielle de Napoléon III. Le 29 août 1860, il visita la station thermale aixoise au milieu d'une profusion de guirlandes et de vivats.

### La Belle Époque (1890-1914)

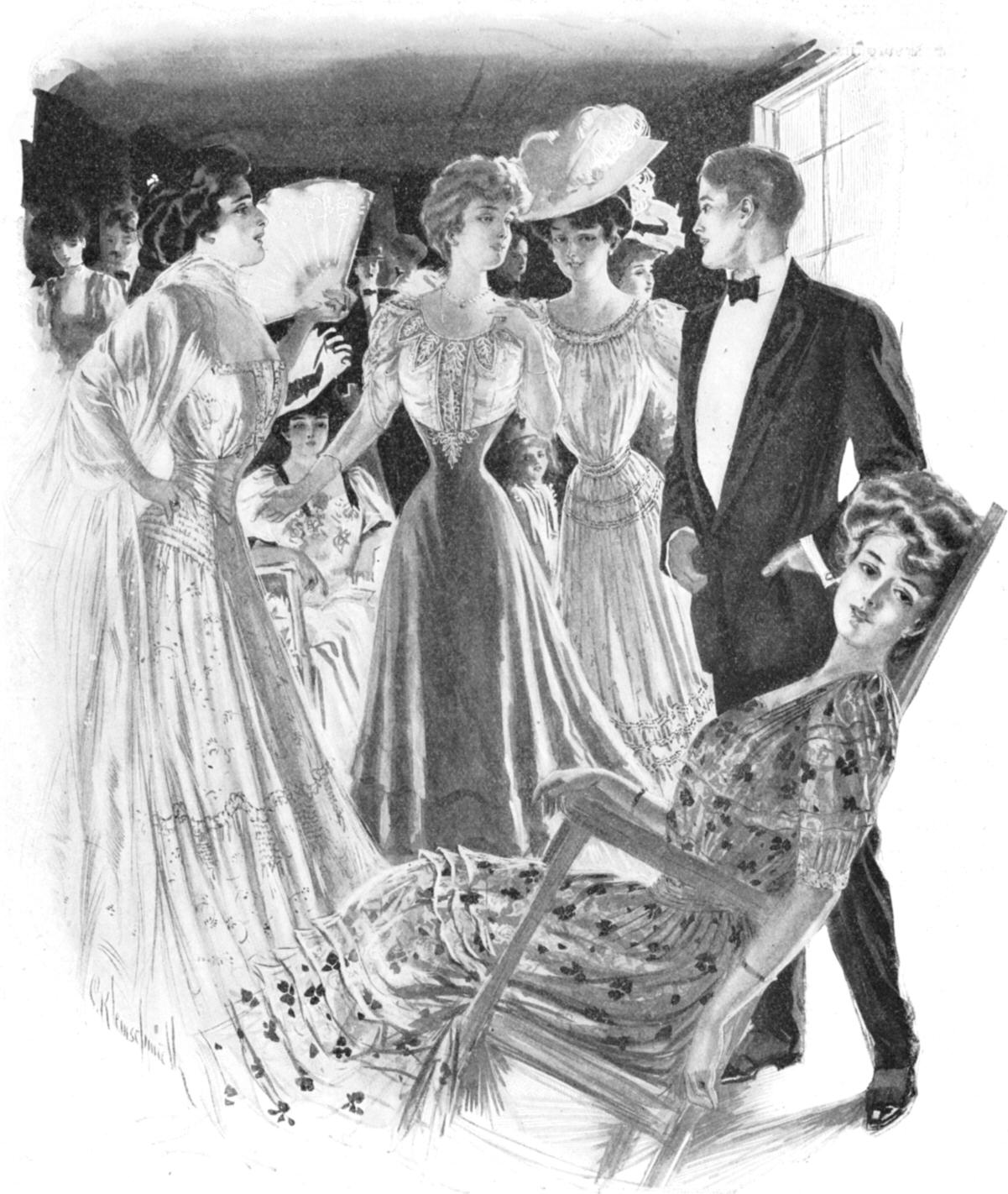

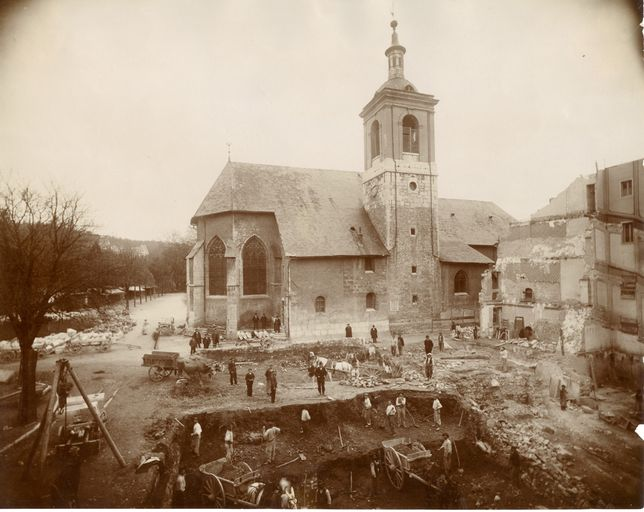
Fondation de l'Hôtel-palace Astoria à Aix-les-Bains.

Ville phare de la Belle Époque, Aix-les-Bains était un haut lieu de villégiature pour les familles princières et les gens fortunés jusque dans les années soixante. En attestent les nombreux palaces qui dominent la ville et qui sont aujourd'hui devenus des copropriétés. La reine Victoria qui fut servie, entre autres, par le Café des Bains et le Grand Cercle, le roi des Belges Albert 1er ou encore l'Aga Khan étaient des habitués de cette ville d'eau où ils venaient également pour se distraire. La ville leur doit la création d'un golf, d'un tennis club ainsi que d'un hippodrome. Plusieurs pièces et récits de Sacha Guitry, notamment les mémoires d'un tricheur, ont pour cadre la ville d'Aix-les-Bains. La présence de la Reine Victoria y fut très régulière. Celle-ci, vu son rang et pour des raisons diplomatiques, venait de façon discrète sous le titre de Comtesse de Balmoral. Amoureuse des charmes de cette ville, appréciant les bienfaits de ses eaux ainsi que son climat, la reine voulut construire une résidence sur la colline de Tresserve et y établir un véritable domaine. En 1888, bien que décidé, ce projet ne se fit malheureusement pas. La vie aixoise est durant cette période des plus agréables pour les puissants de ce temps mais également pour tous les artistes qui y trouvent là un lieu d'inspiration unique en son genre. Celui qui sut le mieux sublimer Aix-les-Bains et son lac du Bourget fut sans conteste Alphonse de Lamartine. On trouve déjà la présence du poète le 1er octobre 1816. Celui-ci relata dans certains de ses écrits son arrivée à cette ville qu'il appelle Aix-en-Savoie. Il logea dans une pension établie sur les hauteurs. Ce littéraire issu du courant romantique représente bien cet esprit. En effet, il sauva de la noyade sa voisine du moment, atteinte de la tuberculose, Mlle Julie Charles en allant par le lac visiter Hautecombe. De là s'ensuivra une idylle éphémère et passionnée. Aix-les-Bains fut une ville débordante d'activités et de festivités. Ville morte en hiver son contraste en période estivale était saisissant. Aix les-Bains était bien en ce temps la capitale des aristocrates, des mondains européens du XIXe et début du XXe siècle durant les étés de toute cette époque. Guy de Maupassant tombe également sous le charme de l’historien-philosophe Taine qu’il rencontre à Aix-les-Bains. La famille du prince Nicolas de Grèce est très liée à la plupart des Cours royales européennes et le jeune homme passe ses étés entre Aix-les-Bains et le Danemark, où il retrouve ses cousins étrangers. Là, il est connu sous le nom de « Greek Nicky » (le Nicky grec), ce qui le différencie de son cousin le futur Nicolas II de Russie.

### La Première Guerre mondiale

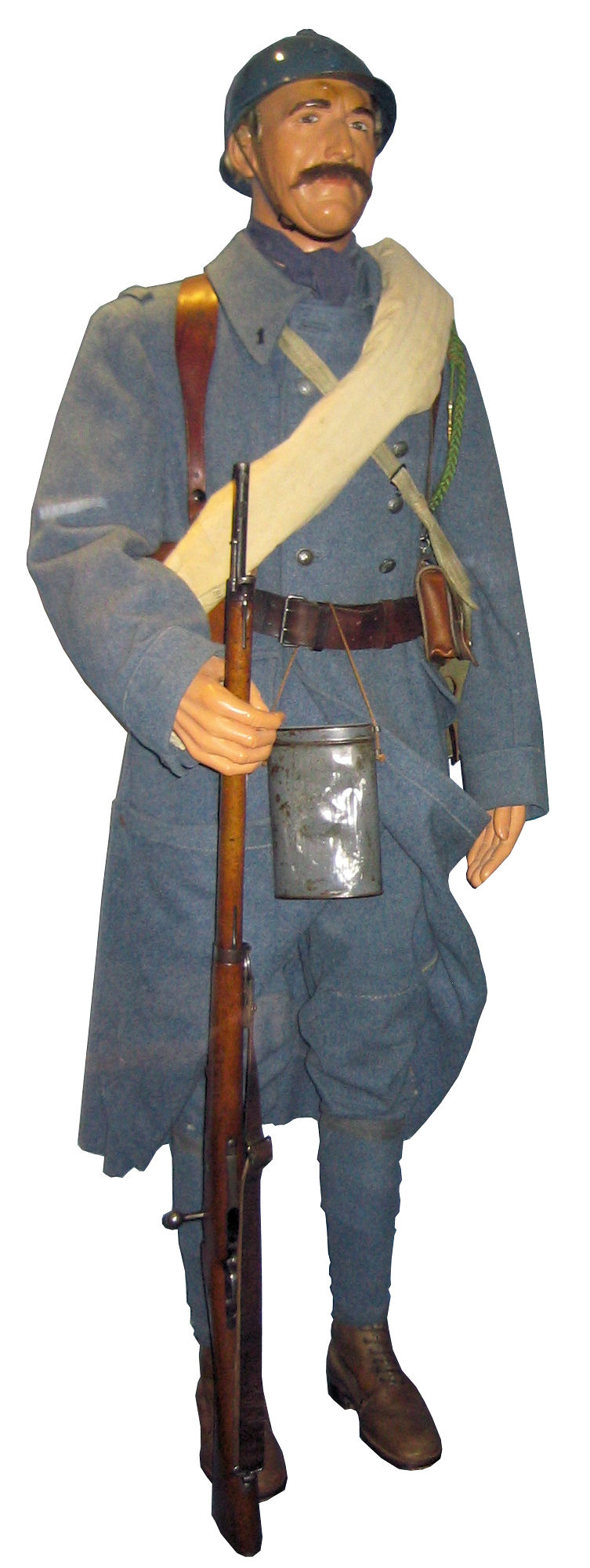
Soldat français de la guerre 1914-1918.

Bien que la Première Guerre mondiale débuta officiellement 1914, celle-ci fut préparée de longue date. En effet, dès 1901, une réservation, fut faite auprès de l'Hospice Thermal (Reine Hortense) à Aix-les-Bains, de 45 lits. Ceux-ci devant être mis à la disposition de l'autorité militaire une fois que la déclaration de guerre sera faite. En accord avec la municipalité aixoise, le Ministère de la guerre avait prévu la création de deux hôpitaux auxiliaires dans la ville thermale au lendemain du déclenchement effectif des hostilités. L'un fut créé en 1911 au boulevard des Anglais dans l'école supérieure Bernascon et l'autre quelques années plus tard, en 1913, au 2 rue Lamartine dans l'école supérieure des filles. Le 5 août 1914, la présidente de l'Union des Femmes déclare son établissement hospitalier, qui se trouve dans l'école primaire supérieur, prêt à recevoir les blessés de guerre. Le 8 août, la Société de Secours aux Blessés Militaires indique publiquement et officiellement l'ouverture, à partir du 10 août, de l'Hôpital auxiliaire à l'école supérieur Bernascon. La préfecture très vite, indique dès le 14 août à la municipalité aixoise de bien vouloir libérer au plus vite ses établissements hospitaliers de tous blessés pouvant être soignés au-dehors afin de laisser place aux blessés militaires. . Le 28 août, l'administration des Casinos met à disposition du Comité municipal de coordination, l'établissement le Grand Cercle ainsi que la Villa des fleurs. Durant le même jour la préfecture de Savoie se voit recevoir un message du gouverneur militaire de la 14e région indiquant : « Veuillez surseoir pour motifs diplomatiques à organisation hospitalisation blessés dans Zone Savoie neutralisée. » suivi trois jours plus tard par une nouvelle dépêche précisant : « Hospitalisation blessés, même allemands à Aix-les-Bains, zone neutralisée, impossible sans instructions ministérielles. ». Ces messages imposèrent donc une impossibilité d'admission de blessés militaires que ce soit dans la Haute-Savoie ou dans la partie de la Savoie mentionnée dans le Traité de Paris de 1815, là où la ville d'Aix-les-Bains se situe.

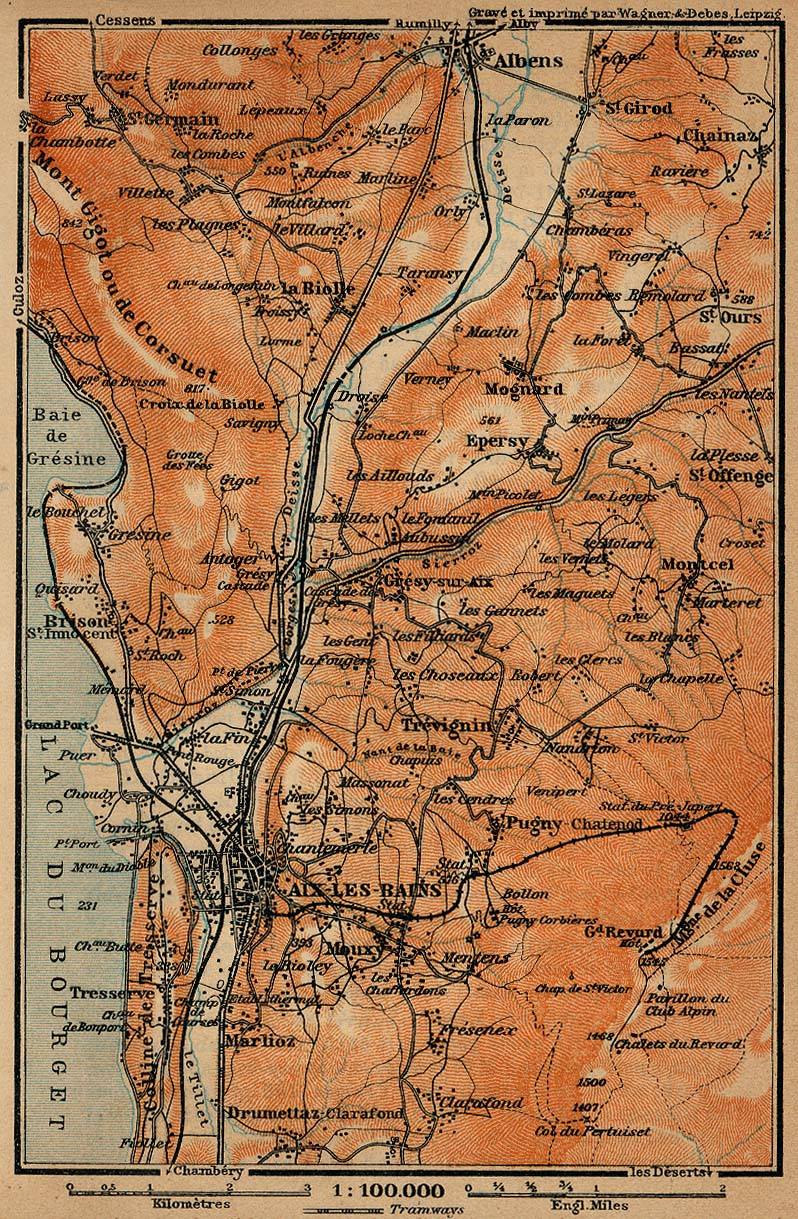
Plan de la ville en 1914.

Cependant le 2 septembre la préfecture transcrivait une conversation téléphonique avec le Ministère des affaires étrangères indiquant : « Le Ministre des affaires étrangères déclare  de la façon  la plus formelle que nous ne devons pas mettre à Aix-les-Bains des blessés français susceptibles de retourner aux Armées. Toutefois, il ne paraît y avoir aucun inconvénient à ce que des blessés français ou allemands, très gravement atteints  dont la vie serait en danger ou qui seraient présumés ne pas devoir guérir avant la fin des hostilités, soient placés en zone neutre. ». Enfin le 4 septembre, ce même ministère télégraphiera à la préfecture : « Au point de vue de l'interprétation française des traités, Aix-les-Bains semble devoir être considéré comme étant en dehors de la zone neutre; par suite, il n'y a pas de motif pour n'y pas hospitaliser les blessés. ». Aix-les-Bains ne faisant subitement plus partie de cette zone neutre, vestiges du rattachement de la Savoie à la France, il n'en demeure pas moins que la Haute-Savoie quant à elle demeure encore dans cette zone. Ainsi les comités de la Croix Rouge de ce département s'installèrent dans le département voisin qu'est la Savoie. Le comité d'Annecy, d'Annemasse et d'Évian, tous exerceront au sein de la ville d'Aix-les-Bains. En septembre 1914, le service de santé eut à sa disposition 1 135 lits dans la ville thermale. Le 10 septembre, un train transporta jusqu'à la ville 330 blessés. Dans la nuit du 12 au 13 septembre 1914, 85 blessés y sont également convoyés. Le même jour, l'ambulance du Grand Cercle improvise, dans la salle de jeux et dans les halls du Café et du théâtre, 200 lits supplémentaires. Dans le petit local contre la salle de bridge et la galerie nord-ouest, il y fut installé deux salles d'opération. Au 1er octobre 1914, la ville accueille un flux massif de blessés de guerre. On en dénombre 1 180. Ceux-ci seront répartis dans 14 unités de soins. Courant septembre, six formations hospitalières nouvelles furent créées. Elles furent établies au sein des grands palaces de la ville les hôtels Beau-Site, le Régina-Bernascon, le Grand-Hôtel d'Aix, le Continental du Nord et enfin le Mercédès.

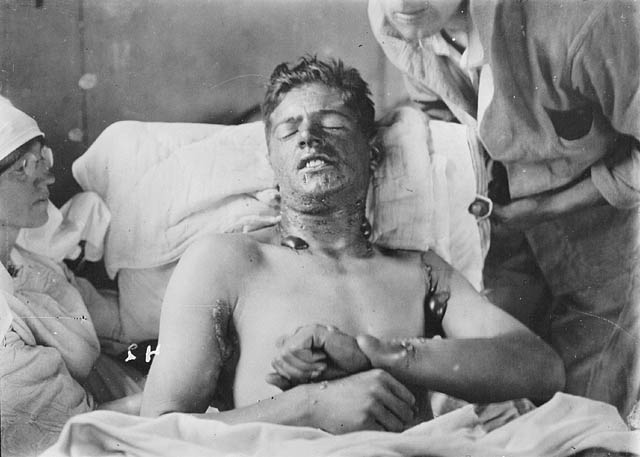
Un blessé à l'ypérite.

Au cours de la séance du Conseil municipal d'Aix-les-Bains, le 5 octobre 1914, trois demandes principales furent émises. À savoir, que l'on fasse revenir les médecins d'Aix actuellement mobilisés, que l'on demande au service de santé de n'envoyer à Aix que des blessés légèrement atteints, le personnel chirurgical  faisant défaut et les salles d'opérations, à part celle de l'Hôpital Municipal, étant peu outillées pour traiter  les blessés graves. Et enfin une dernière demande porta sur la possibilité de ne pas faire voyager les blessés dans des wagons à bestiaux. Au printemps de 1915, bien que la guerre perdure, il n'en demeure pas moins que la vie à l'arrière reprend. Ainsi fin mai, le maire de la ville fit officiellement une demande aux autorités afin de bien pouvoir libérer le Grand Cercle d'Aix-les-Bains devenu depuis le début de la guerre ce que l'on appelle communément l'hôpital dépôt de convalescents. Le premier magistrat de la ville dira : « Au moment où la Savoie s'ouvre, il est absolument nécessaire pour nous de donner à nos visiteurs et baigneurs le maximum possible d'agréments. ». Après examen de la demande, l'évacuation du bâtiment Grand Cercle débuta le 12 novembre pour s'achever le 15 janvier 1916. L'année suivante, quelques hôtels seront eux aussi libérés et permettra l'accueil de curistes.

### L'entre-deux-guerres
La réalisation de l'église du Sacré-Cœur de Lyon, dont on pose la première pierre en 1922, doit faire de nombreuses économies. À la place de la pierre de taille prévue initialement, on utilisa de la pierre reconstituée, caractérisée par sa couleur blanche, fournie par l'entreprise Boschetto à Aix-les-Bains. Aga Khan III épousa le 7 décembre 1929 en mariage civil à Aix-les-Bains et le 13 décembre 1929 en mariage religieux à Bombay (Inde), Andrée Joséphine Carron (1898 - 1976). Fille d'artisan boucher, elle était vendeuse dans un magasin de bonbons puis copropriétaire d'un magasin de chapeaux. Elle devint après ce mariage la princesse Andrée Aga Khan. Ils eurent un fils : Prince Sadruddin Aga Khan, en 1933.

### La Seconde Guerre mondiale
Le 31 janvier 1942, Laure Mutschler épousa Eugène Diebold, qui s'était réfugié comme elle à Lyon. En juillet 1942, elle est arrêtée une première fois avec son mari, mais les deux résistants sont relâchés faute de preuves. Réfugiée à Aix-les-Bains, Laure Diebold passe dans la clandestinité et devient « Mona ». Cette grande résistante, s'engagea dans les Forces françaises libres et fut la secrétaire de Jean Moulin, avant d'être arrêtée et déportée.

## Histoire thématique

### Toponymie
Aix-les-Bains, ville fondée au Ier siècle de notre ère, n’est que rarement citée dans les textes épigraphiques, et jamais par les auteurs romains connus. Toutefois, deux inscriptions conservées par le musée archéologique font mention d’Aquae (les Eaux) et d’Aquensis (les habitants du lieu des Eaux), et nous renseignent donc sur l’appellation de ce vicus dépendant de la cité de Vienne.
Les historiens du XIXe siècle ont parfois soumis au lecteur des appellations fantaisistes et sans fondement historique qui parsèment encore certains ouvrages de vulgarisation. On peut citer Aquae allobrogium, Aquae gratianae (inscription qui orna le fronton des Thermes Nationaux de 1934 à 1968), Allobrogum Aquae Gratianae...
En l’an 1011, nous retrouvons l’appellation Aquae dans la charte de donation de la terre royale d’Aix (de Aquis) par le roi de Bourgogne Rodolphe III à sa femme Ermengarde.
Quelques textes du Moyen Âge font mention d’Aquae grationapolis. Ce suffixe indiquant simplement qu’Aix faisait partie du diocèse de Grenoble.
La première mention connue d’Aix-les-Bains apparaît dans les archives en septembre 1792, sur une lettre d’un soldat français en convalescence aux eaux d’Aix. C’est cette appellation qui figure ensuite dans tous les documents officiels, telles les délibérations du conseil municipal.
En ce début du XIXe siècle, quelques textes littéraires font usage de l’appellation : Aix en Savoie. Toutefois, ce toponyme n’est jamais employé dans les documents administratifs.
Depuis 1954, la gare d’Aix-les-Bains, à la demande du conseil municipal, se dénomme Aix-les-Bains - le Revard.

### Héraldique
|  | Aix-les-Bains - De gueules à l'étoile d'or au chef Ces armoiries ont été dessinées à la fin du XIXe siècle par le dessinateur Guido Gonin. La ville n'ayant jamais eu de chartes de franchises avant la Révolution, ne disposait pas de blason propre. En revanche, les armes de la famille de Seyssel sont présentes dans le château d'Aix. Depuis 1992, la ville utilise aussi un logo, notamment présent sur les publicités de ses partenaires économiques, comme les eaux d'Aix, l'Office du tourisme... |

### Thermalisme

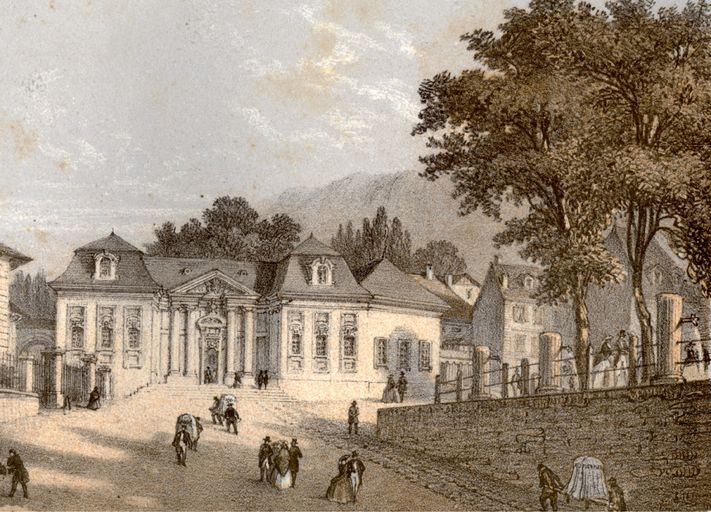
Les Thermes Victor Amédée III à Aix-les-Bains.

Dès 1806, on y retrouve le niveau de fréquentation des belles années de l'Ancien Régime soit 800 personnes dans l'année, mais il y en a 1 200 en 1809 et près de 1 800 trois ans plus tard. La Restauration voit la confirmation et la poursuite du succès. Aix conserve sa prééminence. En 1848, Aix s'enorgueillit de 4 800 visiteurs, soit six fois plus qu'à Évian et à Saint-Gervais, et seize fois plus qu'à la Caille et à Brides. L'architecte Pierre Izac a participé à la construction d'un des établissements thermaux d'Aix-les-Bains. En 1933, Gentil & Bourdet, tous deux céramistes de renom, comptent parmi leurs principales réalisations des travaux multiples au sein des Thermes nationaux d'Aix-les-Bains (Pétriaux).

### Négociations de l'indépendance du Maroc

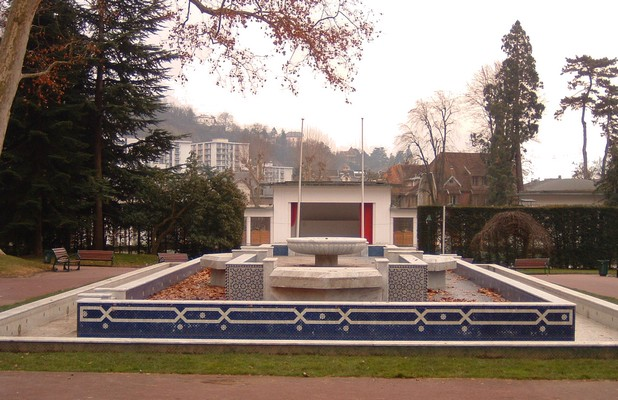
Fontaine hommage, rappelant les négociations pour l'indépendance du Maroc, dans le parc de verdure d'Aix-les-Bains.

Les négociations concernant l'indépendance du Maroc se sont déroulées à Aix-les-Bains. Lors de la conférence d'Aix-les-Bains en septembre 1955, le président du conseil français, en la personne d'Edgar Faure, résuma publiquement, le compromis proposé au Maroc, selon l'expression «L'indépendance dans l'interdépendance» . Jusqu'alors le territoire marocain fut juridiquement sous protectorat français et avait pour sultan, l'exilé Mohammed Ben Youssef. Les négociations furent organisées en la présence de nombreuses personnalités et organisations françaises et marocaines. Il figurait à la table des pourparlers du côté marocain le Parti pour la Démocratie et l'Indépendance (P.D.I.) ainsi que le parti de l'Istiqlal, représenté notamment par Mehdi Ben Barka, Omar Benabdejlil, Abderrahim Bouabid ou encore M’hamed Boucetta. Côté français, on trouva une délégation composée d'Edgar Faure, Pierre July, Robert Schuman ainsi que d'autres membres du gouvernement. Voilà pour ce qui est des principaux protagonistes. En marge de ceux-ci, il fut convié également des invités de tous horizons capables de donner des avis éclairés sur la condition du Maroc et de son indépendance. Il fut invité des alliés fidèles du protectorat et des chefs traditionnels marocains. Ainsi ils purent également négocier eux aussi en présence des partis concernés. Il leur sera accordé la préséance, si tant est, à la déception des Istiqlaliens. Bien que ces négociations organisées à Aix-les-Bains aient joué un rôle important dans la marche vers l'indépendance du Maroc, il n'en demeure pas moins que la France avait, au préalable, pris soin de préparer en grande partie cette transition. En effet, l'État français d'alors fut convaincu de la nécessité de permettre l'indépendance à ce territoire nord africain. Cependant, en raison de nombreux intérêts économiques en jeu et de nombreuses relations d'affaires avec notamment les pachas et les caïds pour ne citer qu'eux, poussera la France à prendre soin de ne pas brusquer cette transition et d'amorcer en douceur ce changement. La destinée de la souveraineté du Royaume du Maroc se sera dessinée durant cette conférence d'Aix-les-Bains. Officiellement, les négociations ont permis de dégager un accord en vue de donner naissance à un État indépendant. À la suite de quoi, le Sultan Ben Arafa abdiqua et ce fut le Sultan Mohammed Ben Youssef qui prit la relève lui aussi de retour d'exil. Le Maroc fut définitivement proclamé indépendant lors de la déclaration de la Celle-Saint-Cloud. Il y eut récemment la célébration du cinquantenaire de la négociation des accords de l’indépendance du Maroc. Pour cette occasion, il fut réalisé une fontaine, avec un bassin en zellige marocain. Des mâalems-artisans sont venus tout spécialement de leur capitale spirituelle pour réaliser cet ouvrage dans le parc de verdure d'Aix-les-Bains. Le projet a été pris en charge par le Conseil régional du tourisme (CRT-Fès) et l’Office du tourisme.

### Transports et voies de communication

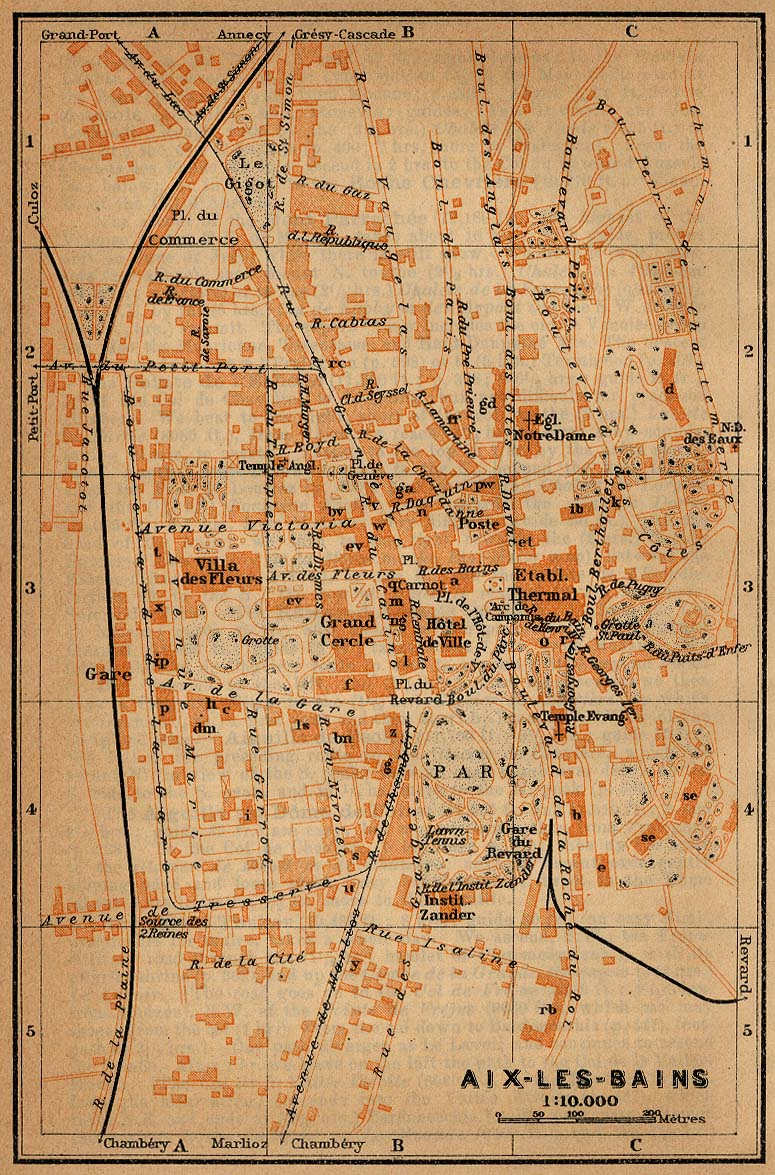
Plan de la ville en 1914.

L'actuelle ligne de la Maurienne, axe majeur du réseau ferré français, est constituée, entre autres, de la ligne Aix-les-Bains à Saint-Jean-de-Maurienne mise en service le , ainsi que de la ligne Saint-Innocent à Aix-les-Bains mise en service le 31 août 1857. En 1867, la compagnie PLM rachète la ligne, à l'exception du tronçon Aix-les-Bains - Chambéry. En 1893 est exploité un chemin de fer à crémaillère d'Aix-les-Bains au Mont-Revard, remplacé en 1937 par un téléphérique jusqu'en 1969. À partir de 1896, Aix-les-Bains s'équipe en tramways à air comprimé, Mékarski, ce tramway à voie métrique circula jusqu'en 1911.
De 1950 à 1953, la Ligne de Savoie Aix-les-Bains - La Roche-sur-Foron utilise pour sa traction ferroviaire électrique une tension électrique de 20 000 V et une fréquence de 50 Hz. La Z 9055 est une ancienne automotrice électrique prototype de la SNCF alimentée en courant alternatif à fréquence industrielle, c’est-à-dire la fréquence standard 50 Hz délivrée notamment par EDF. Cette expérimentation a eu lieu sur l'Étoile de Savoie, dont le premier tronçon était Aix-les-Bains - Annecy.
Le 15 août 1992 fut célébré le centenaire de l´installation du chemin de fer du Mont-Revard. Le 1er juillet 1950 ont lieu les premiers essais en France de traction électrique à l'aide du courant monophasé industriel 20 kV - 80 Hz entre Aix-les-Bains et La Roche-sur-Foron. En 2001, avec la sortie du jeu de simulation Microsoft Train Simulator, de nombreux utilisateurs tentent de reproduire le plus fidèlement possible une partie du réseau existant. Ainsi est réalisé l'Étoile de Savoie qui est un itinéraire reliant notamment les villes de Nyon, Genève, Évian-les-Bains, Annemasse, Saint-Gervais-les-Bains, La Roche-sur-Foron, Annecy, Aix-les-Bains, Chambéry, Culoz, Bellegarde-sur-Valserine et Saint-Julien-en-Genevois.

### Le sport
De nombreuses étapes du Tour de France (cyclisme) eurent lieu à Aix-les-Bains, durant plusieurs années telles que pour le Tour de France 2001, 1998, 1996, 1991, 1989, 1960, 1958 et 1934. Créée en 1991 mais disparue en 2004 après l'apparition du Pro-Tour, la Classique des Alpes, une épreuve cycliste, parcourait les massifs de la Chartreuse et des Bauges en empruntant le plus souvent les cols du Cucheron, du Granier, des Prés, de Plainpalais et le mont Revard. Le parcours emprunté transportait ainsi les coureurs de Chambéry à Aix-les-Bains. En 1960, Fernando Manzaneque remporta la 18e étape de 215 km, Aix-les-Bains - Thonon-les-Bains.
Guy Husson, un athlète français spécialiste du lancer du marteau fut licencié à l'AS Aix-les-Bains de 1965 à 1983. Il a été champion de France au marteau à 15 reprises consécutives de 1954 et 1968.
Paul Arpin, un athlète français spécialiste de courses de fond, fut licencié à l'AS Aix-les-Bains jusqu'en 1990, puis de nouveau à l'AS Aix-les-Bains de 1993 à 1995. Il fut de nombreuses fois Champion de France de sa discipline ainsi que champion d'Europe.
Le 18 août 1965, Pancho Gonzales perdit en finale le tournoi de tennis professionnel Aix-les-Bains Pro Championships face à Alex Olmedo. Le score final fut de 2-6 11-9 6-3. Rodney George « Rod » Laver est un ancien joueur de tennis australien. Il est le seul joueur à avoir réalisé le grand chelem à deux reprises : en 1962 en tant qu'amateur puis en 1969 en tant que professionnel. Le 18 août 1965, il perdit en finale le tournoi professionnel Aix-les-Bains Pro Championships face à Andrés Gimeno. Le score final fut de 2-6 11-9 6-3.
Le Championnat du monde de 3 bandes fut organisé à Aix-les-Bains en 1983. Le vainqueur fut le belge, Raymond Ceulemans, suivi du français Richard Bitalis et du japonais Nobuaki Kobayashi. En 1990, Richard Chelimo devient Champion du monde junior au Championnat du monde à Aix-les-Bains.
La même année, Paul Kipkoech remporta la médaille d'or par équipe au Championnat du monde de cross-country à Aix-les-Bains. Le 22 juin 2002, Grégory Gabella, un athlète français spécialiste du saut en hauteur et membre de l'AS Aix-les-Bains, grâce à son record personnel de 2,30 m cela lui a permis de remporter la Coupe d'Europe des nations d'athlétisme.
En football, durant la saison 2006-2007, le 26 juillet, le club de Ligue 1 du Paris Saint-Germain joua un match amical contre l'équipe espagnole du Celta Vigo avec un score nul de 1-1.
Le Championnat de France d'échecs fut organisé à Aix-les-Bains à plusieurs reprises. En 2003, le joueur d'échec Étienne Bacrot remporta le championnat devant Joël Lautier et Andreï Sokolov. En 2007, le joueur d'échec Maxime Vachier-Lagrave remporta le championnat devant Vladislav Tkachiev et Andreï Sokolov.

### Personnalités

#### Personnalités aixoises

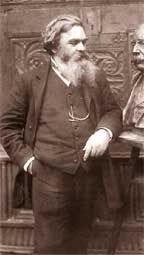
Alfred Boucher.

Liste de personnalités étant nés ou ayant vécu dans la ville d'Aix-les-Bains.
- Gaspard François Forestier (° 1767 - † 1832) - Militaire français, il fut général sous la Révolution française et le Premier Empire. Il fut fait commandeur de la Légion d'honneur[27].
- François Louis Forestier (° 1776 - † 1814) - Militaire français, il fut nommé général de brigade, fait baron de l'Empire, puis nommé officier de la Légion d'honneur[27].
- Jean Claude Nicolas Forestier (° 1861 - † 1930) - Architecte paysagiste qui a réalisé une grande partie de sa carrière au service de la ville de Paris. On peut le considéré comme étant un urbaniste.
- Jean de Sperati (° 1884 - † 1957)  - Il fut l'un des plus grands faussaires de son temps. Il fut considéré comme un des maîtres dans la réalisation de faux timbres-poste de collection.
- Aimé Bachelard (° 1885 - † 1975)  - magistrat français, écrivain et poète, sous le pseudonyme d'Aimé Sierroz. Il termina sa carrière à la Cour d'Appel de Grenoble.
- Gabriel-Marie Garrone (° 1901 - † 1994)  - homme d'Église important, évêque de Chambéry, puis archevêque titulaire de Turres-en-Numidie (de) et cardinal par le pape Paul VI.
- Georges Brun (° 1922 - † 1995) - Il fut un joueur de rugby à XV, qui a joué avec l'équipe de France et le CS Vienne, évoluant sur le terrain au poste d’arrière.
- Robert Bogey (° 1935) - Coureur de demi-fond, il fut quatre fois champion de France sur piste sur 5 000 et 10 000 mètres puis une fois champion de France de cross-country.
- Jean Mailland (° 1937) - Écrivain, parolier, acteur et réalisateur pour le cinéma ainsi que pour la télévision. Il est également metteur en scène pour le théâtre et scénariste.
- Guy Bertin (°1954) - Pilote Vitesse Moto, seul pilote à avoir remporté le Bol d'or, les 24 heures du Mans et le grand prix de France, vice-champion du moto 125 cm3 en 1980
- Di Credico (° 1957) - Artiste-peintre figuratif Pratique le Happening, il exécute, à travers le monde, des toiles de très grandes dimensions, en temps réel, devant un public.
- Agnès Soral (° 1960) - Actrice française qui joua au côté de Coluche notamment dans le film Tchao Pantin de Claude Berri en 1983. Elle est aussi la sœur de l'écrivain Alain Soral.
- Karl Zéro (° 1961) - Animateur français de télévision ayant exercé à la télévision, à la radio et dans la presse écrite. Auteur et réalisateur de films politiques satiriques.
- Thierry Tulasne (° 1963) - Joueur de tennis français, Il possède l'un des plus beaux palmarès français dans les catégories de jeunes dont un titre de champion du monde junior.
- Laurence Ferrari (° 1966) - Journaliste française ayant exercé à la télévision (Canal+), à la radio et dans la presse écrite. Fille de l'ancien maire d'Aix-les-Bains Gratien Ferrari.
- Philippe Cerboneschi (° 1967) - Plus connu sous le pseudonyme de Philippe Zdar, il fait partie du duo musical le groupe Cassius, il est également producteur de musique.
- Hervé Renard (° 1968) - Ancien footballeur français professionnel et actuellement adjoint de Claude Le Roy à la tête de l'équipe nationale du Ghana.
- Philippe Cavoret (° 1968) - Issu du bobsleigh, il se dirige vers le skeleton. Il représenta la France aux championnats du monde et aux Jeux olympiques.
- Soheil Ayari (° 1970) - Pilote automobile spécialisé dans les courses d'endurance et les courses de Grand tourisme. Il remporta le championnat de France de Formule 3 et le Grand Prix de Macao.

#### Autres personnalités
Liste de personnalités non aixoises mais ayant un lien avec la ville.
- Alphonse de Lamartine (° 1790 - † 1869) - Il a séjourné à Aix-en-Savoie en 1816 et y a écrit son célèbre poème Le lac (reconstitution libre de sa chambre à Aix au Musée Faure).
- Henri Rochefort : né à Paris le 30 janvier 1831, mort à Aix-les-Bains (Savoie) en 1913, de son vrai nom Victor Henri de Rochefort-Luçay, est un journaliste et un homme politique français.
- Alfred Boucher (° 1850 - † 1934) - Sculpteur installé à Aix-les-Bains en 1889 et y est mort en 1934. On lui doit le monument aux morts de la ville situé au square portant son nom
- Jean-Baptiste Charcot : (° 1867 - † 1936) - qui logea avec sa famille dans le Chalet Charcot, non loin des thermes.
- Léon Brunschvicg (° 1869 - † 1944) - Philosophe français, sa pensée est rattachée à l'idéalisme français, il a fortement marqué et influencé la pensée universitaire de son temps.
- Henri Ménabréa (° 1882 - † 1968) - Avocat, historien de Savoie et bibliothécaire, il fut membre de nombreuses sociétés savantes, il occupera la présidence de l'Académie de Savoie.
- Marie de Solms (°1831-1902), femme de lettres et poète française
- Jean Longuet :  Homme politique français né le 10 mai 1876 à Londres et mort le 11 septembre 1938 à Aix-les-Bains, membre important de la SFIO.
- Jean Bretagne Charles de La Trémoille : Né le 5 février 1737 à Paris et mort le 19 mai 1792 à Aix-les-Bains. C'est le fils de Charles Armand René de La Trémoille et de Marie Hortense de La Tour d'Auvergne.
- Daniel-Rops : Henri Petiot, dit Daniel-Rops est un écrivain et historien français, né à Épinal le 19 janvier 1901 et mort à Aix-les-Bains le 27 juillet 1965
- Alfred Charles Ernest Franquet de Franqueville : Ingénieur français, né à Cherbourg, le 9 mai 1809, décédé à Aix-les-Bains le 29 août 1876. Il fut directeur général des Ponts et chaussées et des chemins de fer de 1853 à 1876.
- Guy Husson : un athlète français spécialiste du lancer du marteau fut licencié à l'AS Aix-les-Bains de 1965 à 1983. Il a été Champion de France au marteau à 15 reprises consécutives de 1954 et 1968.
- Paul Arpin : un athlète français spécialiste de courses de fond, fut licencié à l'AS Aix-les-Bains jusqu'en 1990, puis de 1993 à 1995. Il fut de nombreuses fois Champion de France de sa discipline ainsi que champion d'Europe.
- Ernest Munier-Chalmas : Mort en 1903 à Aix-les-Bains, il fut un géologue français célèbre pour ses contributions à la connaissance du crétacé et membre de l'Académie des sciences.
- Georges Lorand : Mort en 1918 à Aix-les-Bains, il fut un homme politique belge et un militant wallon. Docteur en droit, il est à la fois journaliste et politicien.

De nombreuses personnalités ont fréquenté Aix-les-Bains pour y faire une cure thermale, l'une des plus célèbres étant la Reine Victoria. On peut également citer Madame de Staël, Madame Récamier, Alexandre Dumas Père, Honoré de Balzac, George Sand, Marie de Solms, Guy de Maupassant, Paul Verlaine, Puvis de Chavannes, Sarah Bernhardt, Saint-Saëns, Rachmaninov, Jean Moulin, Bergson, Edwige Feuillère, Claudel, Yvonne Printemps, Pierre Fresnay, Mistinguett, Charles Trenet, Montand, Line Renaud, Luis Mariano, Maurice Chevalier, Georges Brassens, Édith Piaf, Charles Aznavour...